# Westantarktisches Riftsystem

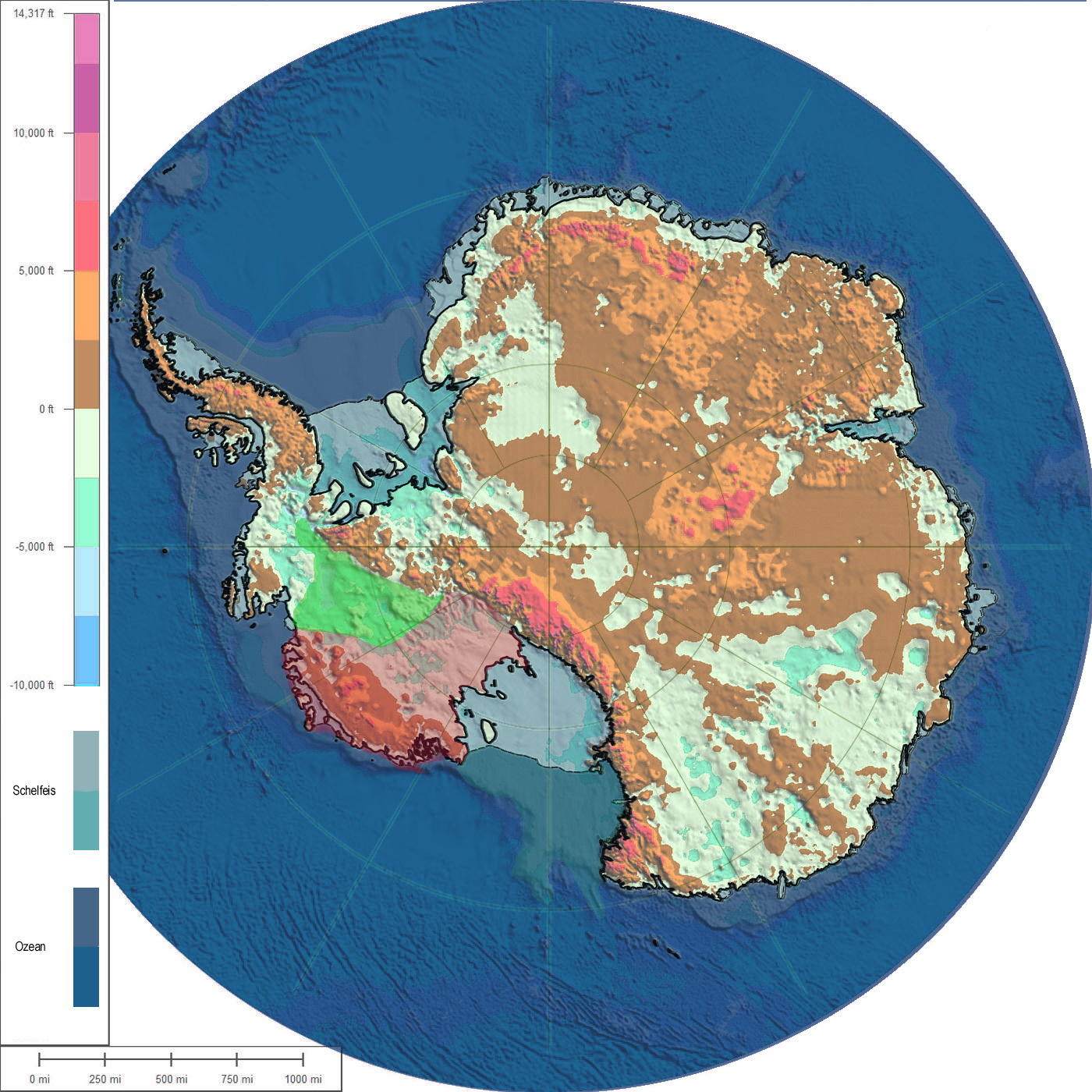
Westantarktisches Riftsystem mit den Spreizungszonen im Ross Embayment (blau markiert), Marie-Byrd-Land (rot markiert) und im Amundsen Embayment (grün markiert)

Das Westantarktisches Riftsystem (West Antarctic Rift System) (WARS) ist ein großer und komplexer Extensionsbereich zwischen Westantarktika und Ostantarktika. Es kann strukturiert werden in drei Spreizungszonen, die durch mehrere unterschiedlich große Becken und tiefe Tröge, die bis auf ca. 2870 Meter (m) unter den Meeresspiegel reichen, sowie größeren Aufwölbungen charakterisiert sind. Das WARS erstreckt sich vom nördlichen Viktorialand bis zum Ellsworthgebirge/Whitmoregebirge mit einer Länge von ca. 3000 Kilometer (km) und einer Breite von bis zu ca. 1200 km. Es ist weitgehend unter dem Westantarktischen Eisschild verborgen.
Die tektonische Entwicklung ist auf eine komplexe und mehrphasige Dehnung sowie Ausdünnung der Lithosphäre zurückzuführen, die in der mittleren Kreide ab ca. 105 mya begann und regional bis in die Gegenwart andauern könnte. Sie steht im Zusammenhang mit Subduktionsprozessen am Paläo-Pazifikrand, die zur Separierung der vormals verbundenen Kontinentalmassen von Westantarktika und Zealandia führte.
Das WARS ist eines der größten Riftsysteme weltweit und kann annähernd mit den Abmessungen des Ostafrikanischen Grabenbruchs verglichen werden.

## Tektonische Situation
Das WARS lässt sich zurückführen auf mehrere Stadien intrakontinentaler geodynamischer Prozesse ab dem Jura. Zu diesem Zeitraum waren u. a. Ostantarktika, Westantarktika und Zealandia, der Vorläufer Neuseelands, tektonisch verbunden. An diesen subduzierte die Phoenix-Platte bzw. die Paläo-Pazifik-Platte mit Bildung eines aktiven Kontinentalrandes. Dabei traten zwischen etwa 130 bis 115 mya Krustenverdickungen, Krustenexhumierungen, Plutonismus, Vulkanismus und Hochdruck-Hochtemperatur-Metamorphosen sowie Aufschmelzungen und laterale Schmelzflüsse im mittleren und unteren Krustenniveau auf. Diese trugen wesentlich zur folgenden Dehnungstektonik bei und führten zur Öffnung des Paläo-Südlichen Ozeans zwischen Westantarktika und Zealandia. Die Trennung dieser Kontinentalmassen erfolgt um 83 mya (siehe auch → Trennung von Neuseeland).

## Lage und Erstreckung

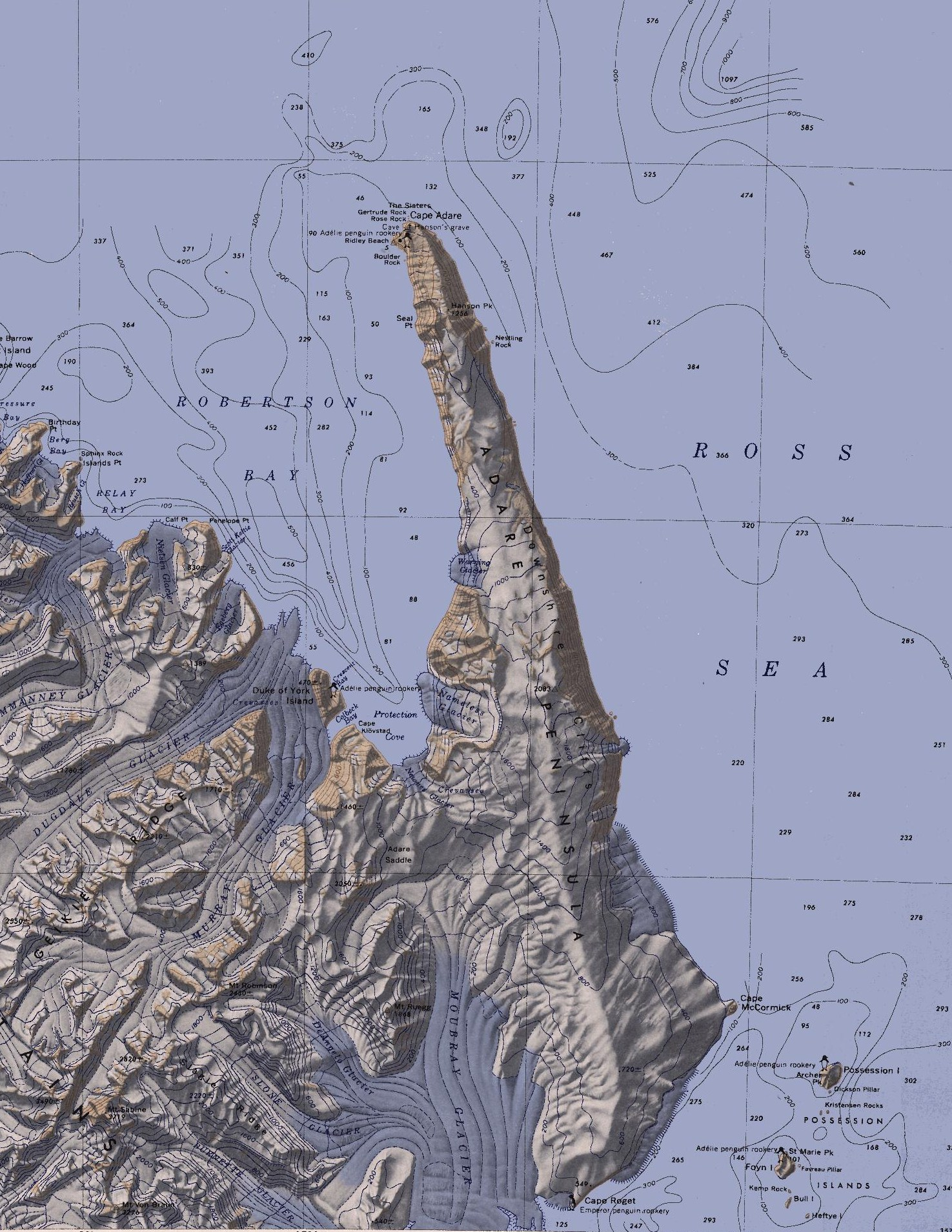
Lage der Adare-Halbinsel mit dem Kap Adare
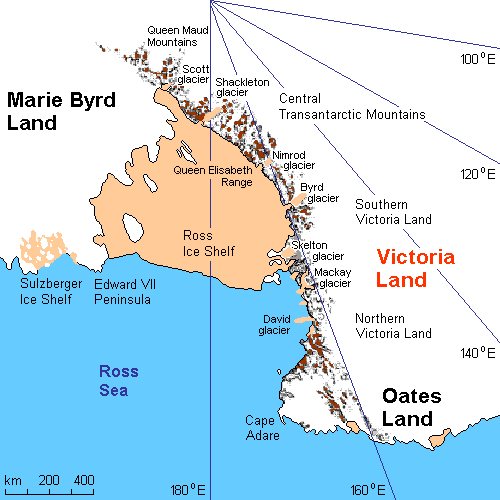
Lage vom Viktorialand
Lage vom Marie-Byrd-Land
Gebiet vom Ross Embayment
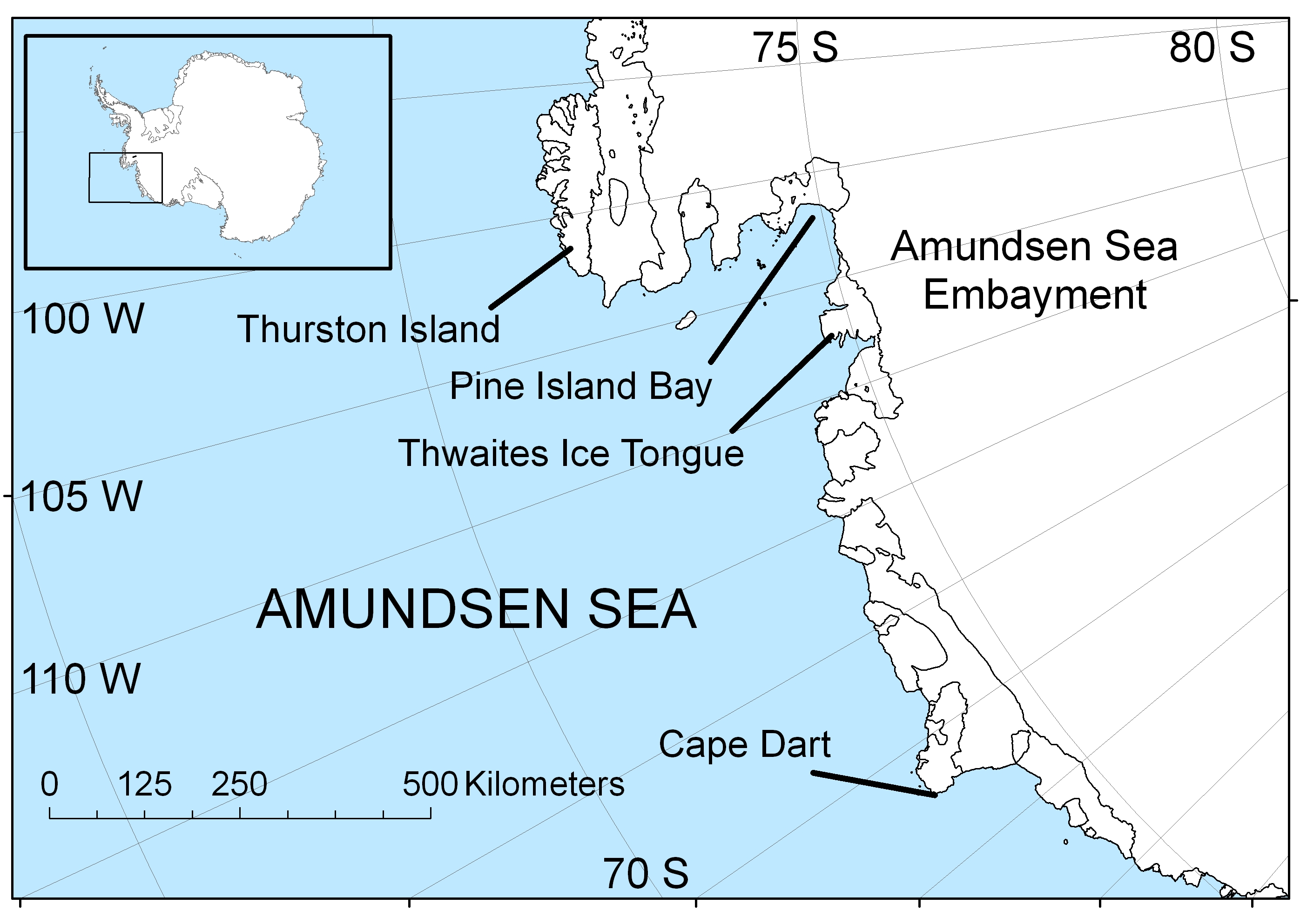
Lage vom Amundsen Embayment
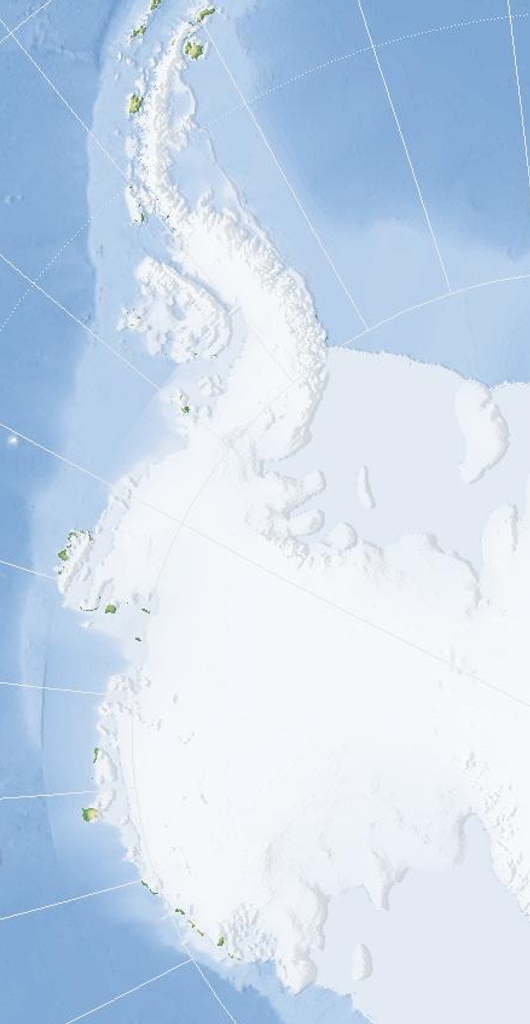
Satellitenaufnahme vom Westantarktischen Eisschild

Das Westantarktische Riftsystem verläuft in der südlichen Ausdehnung entlang des Transantarktischen Gebirges über ca. 3000 km von der Adare-Halbinsel im nördlichen Viktorialand bis zum nördlichen Ellsworthgebirge/Whitmoregebirge, zusammen als Ellsworth-Whitmore Mountain-Terran (EWMT) bezeichnet, im Ellsworthland. Die größte Breite erreicht es mit ca. 1200 km im Bereich vom Marie-Byrd-Land. Das WARS kann strukturiert werden in die Spreizungssysteme um das Ross Embayment, Marie-Byrd-Land und Amundsen Embayment. Es weitgehend vom Westantarktischen Eisschild, einem Teil des Antarktischen Eisschilds, bedeckt.
Das WARS kann in der Ausdehnung annähernd mit dem Ostafrikanischen Grabenbruch verglichen werden.

## Spreizungssysteme und Strukturen
Die Evolution des WARS erfolgte in mehreren geographischen und geologischen Regionen unterschiedlicher Ausprägungen und während zeitlich differierenden Extensionsphasen. Dabei bildeten sich unterschiedliche Systeme aus Graben- und Becken- sowie Aufwölbungsstrukturen aus, die von einer Vielzahl von Verwerfungen durchzogen sind, lokal begleitet von magmatischen Ereignissen. Es können drei Spreizungssysteme unterschieden werden.

### Spreizungssystem im Ross Embayment

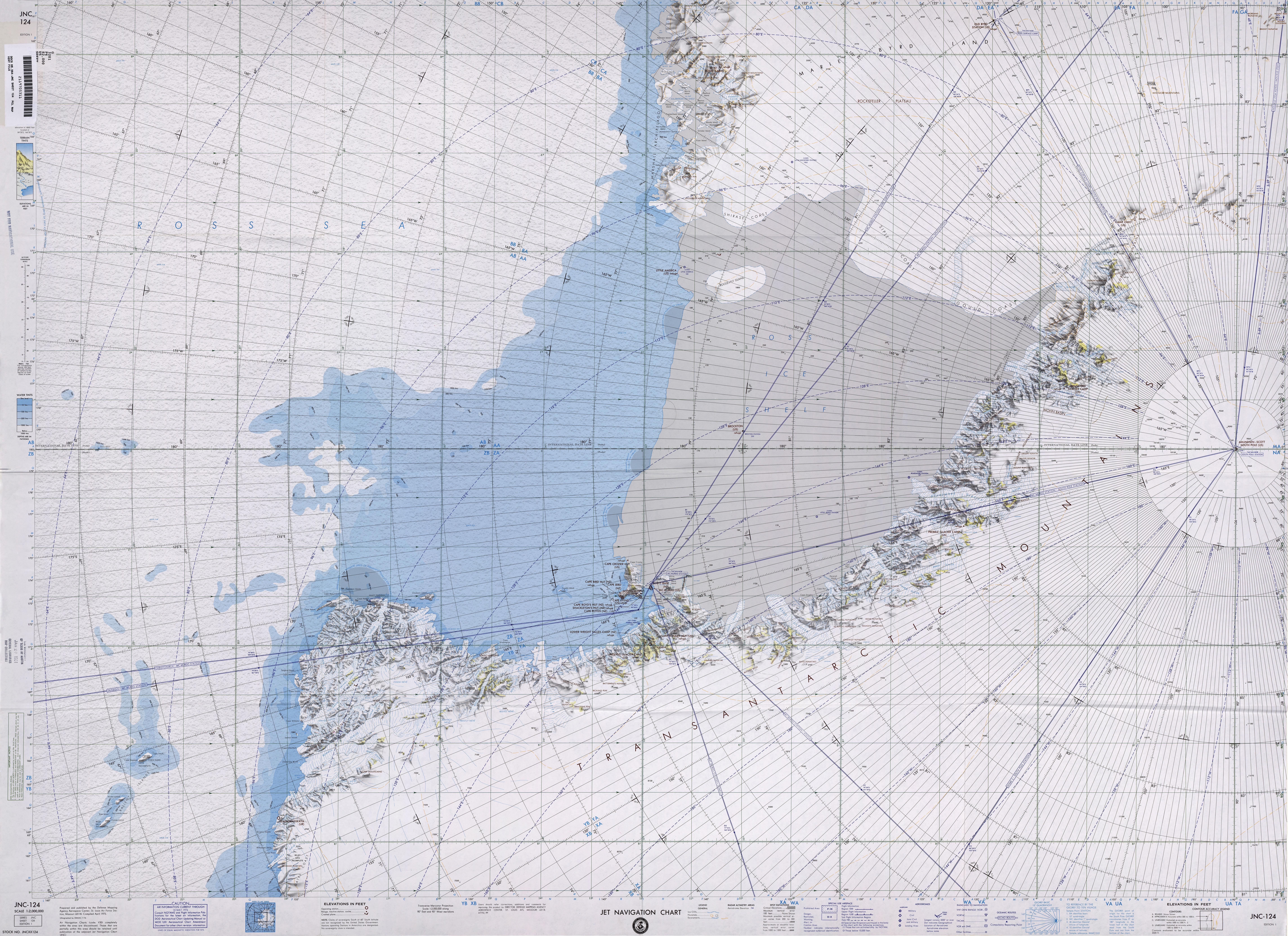
Karte vom Rossmeer und dem Ross-Schelfeis
Lage vom Ross-Nebengebiet

- Das Spreizungssystem im Bereich vom Ross-Schelfeis und Rossmeer (zusammen Ross Embayment bezeichnet)[1] entwickelte sich in der mittleren Kreide zwischen etwa 105 und 90 mya mit Krustendehnung um ca. 1000 km. Es wird angenommen, dass sich während dieser Phase ein Mantelplume oder aufsteigende heiße Asthenosphäre unter der unteren Kruste bildeten. Die Dehnung wird als Produkt einer reinen dextralen (rechtsgerichteter) Blattverschiebung (strike-slip fault) in einem Backarc-Becken orthogonal zum damaligen Ross-Orogen bzw. dem heutigen Transantarktischen Gebirge angesehen. geographisch entspricht es etwa dem Ross-Nebengebiet.

Übersicht über Strukturen im WARS

Während dieser Zeit entwickelten sich im Bereich des Rossmeeres das Eastern Basin, der Central Trough, das Victoria Land Basin und das Northern Basin. Das Eastern Basin weist eine Breite von ca. 300 km auf, während die übrigen ca. 100 bis 150 km breit sind. Sie erstrecken sich quasiparallel zum Transantarktischen Gebirge. Zwischen dem Eastern Basin und dem Central Trough erhebt sich der Central High. Der Coulman High trennt den Central Trough vom Northern Basin. Diese repräsentieren breite Aufwölbungen, die durch hohe Schwereanomalie-Werte gekennzeichnet sind. Sie werden als mafische Magamatite interpretiert, die in die untere Kruste intrudierten. In den Becken lagerten sich in mehreren Sequenzen Sedimente ab, die bis zu 14 km mächtig sind.
Aerogeophysikalische Untersuchungen und seismische Studien über das innere Ross Embayments unterhalb des Ross-Schelfeises haben mehrere kleine Sedimentbecken abgebildet, die aber deutlich kleiner als die im Rossmeer-Gebiet sind. Diese bisher identifizierten Becken sind mit ca. 10 bis 40 km relativ schmal und weisen maximale Sedimentdicken von 1 bis 2,5 km auf.
- Weitere Dehnungsphasen folgten ab der Oberkreide bis zum Paläogen.

Extensionen ab 65 mya waren u. a. verbunden mit der Aufwölbung (Flexural uplift) (Flexur) der ostantarktischen Lithosphäre. Diese führte in mehreren Prozessen zur Bildung des Transantarktischen Gebirges (siehe auch → Geologie). Das Transantarktische Gebirges bildet eine  ca. 3 bis 5 km steile hohe Riftflanke zum WARS.
Zwischen 43 und 26 mya erfolgte eine Spreizungsphase nördlich des Northern Basin. Dadurch entstand eine Ozeanbodenspreizung und die Spreizung im Adare-Basin, beginnend an der Adare-Halbinsel, mit einer Ausdehnung von ca. 180 km. Innerhalb des Adare Basin entwickelt sich der tiefe Adare Trough. Diese Dehnungsprozesse setzten sich fort bis in das Victoria Land Basin.

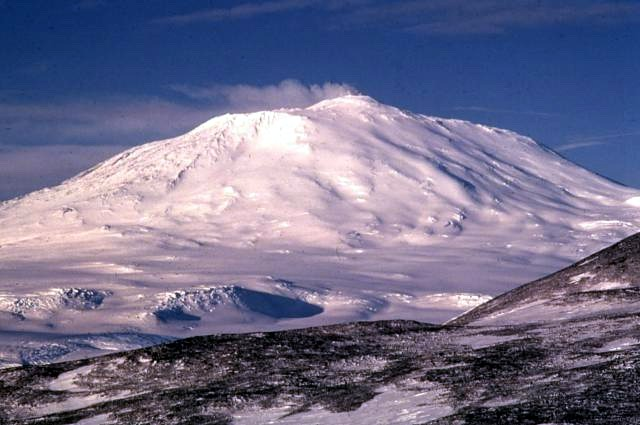
Mount Erebus
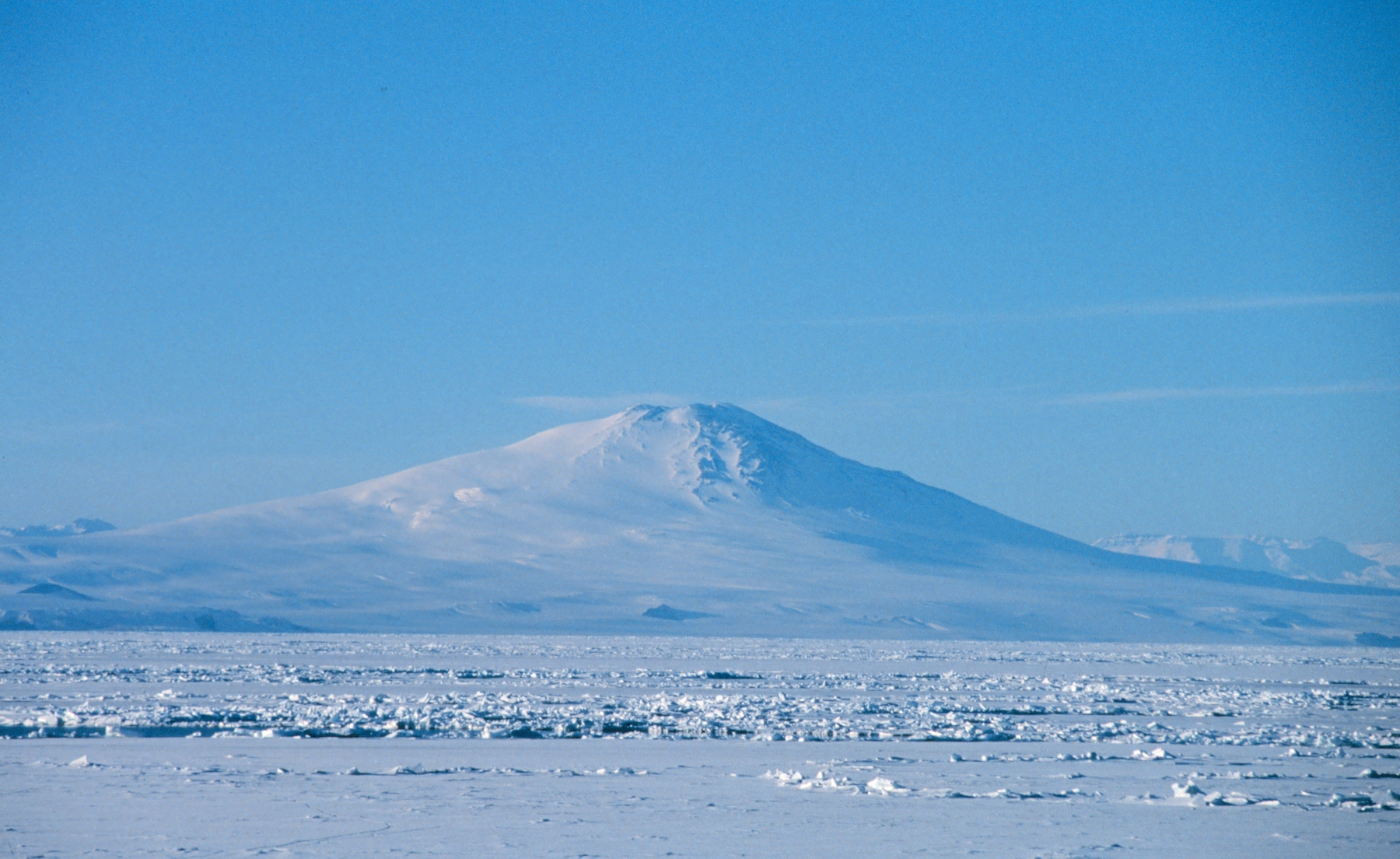
Mount Melbourne
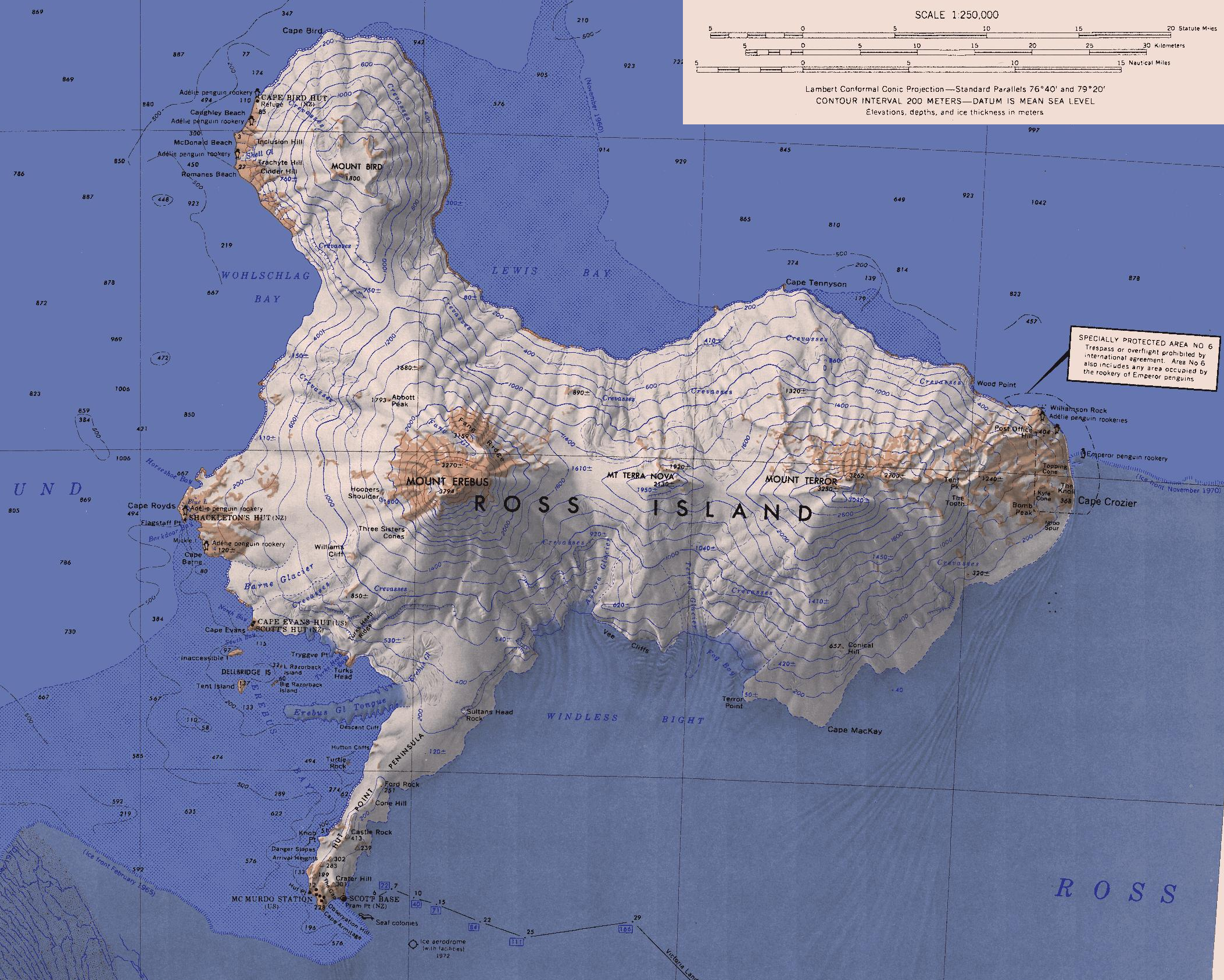
Topografische Karte der Ross-Insel
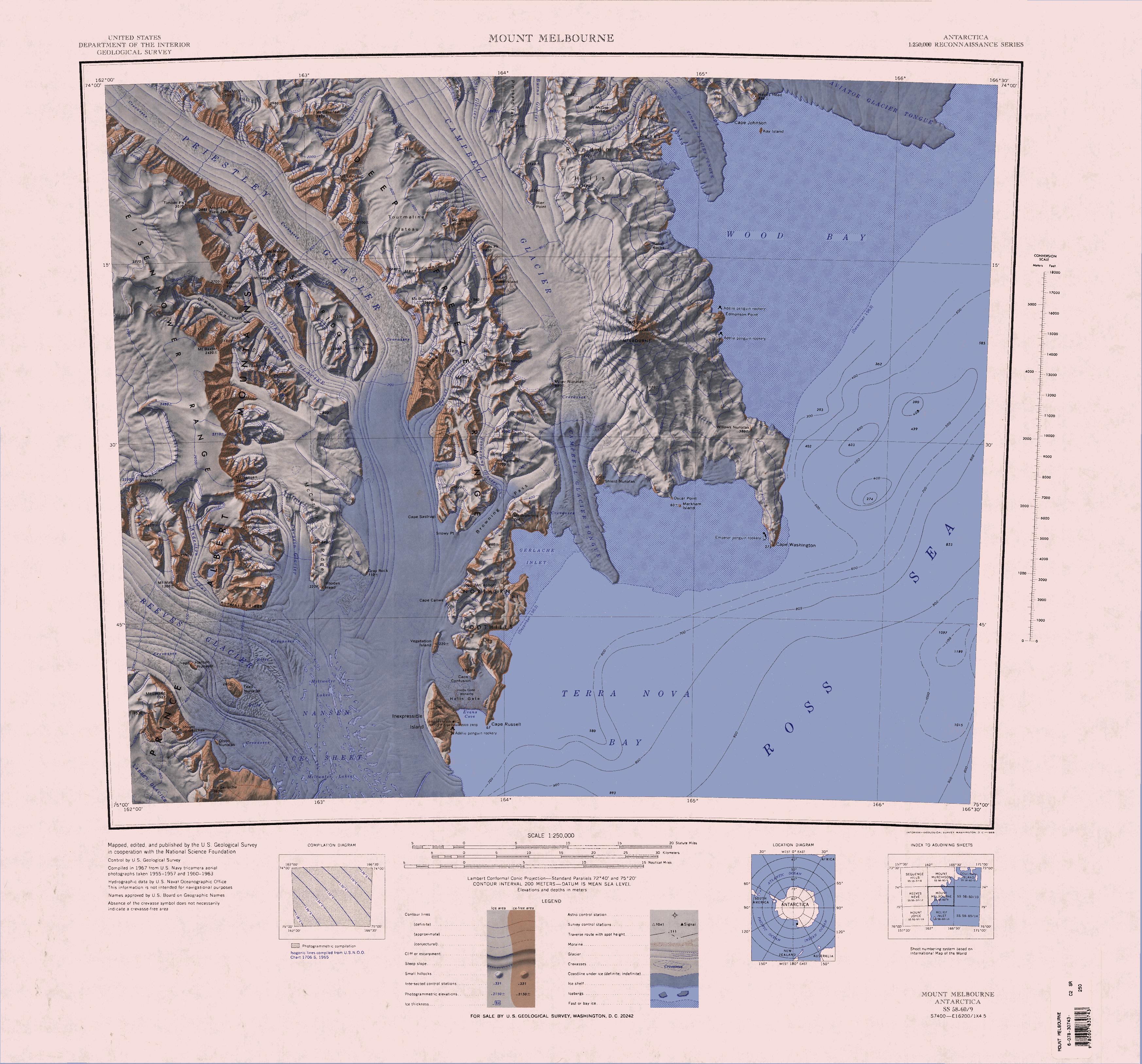
Kartenblatt vom Kap Washington mit dem Mount Melbourne

Ab etwa 17 mya bildete sich das Terror Rift. Es formt einen ca. 70 km breiten Graben zwischen dem Transantarktischen Gebirge und dem Victoria Land Basin. In der Längsausdehnung wird er von den noch aktiven Schichtvulkanen des 3794 m hohen Mount Erebus auf der Ross-Insel und des 2732 m hohen Mount Melbourne auf dem Kap Washington eingerahmt. Das Terror Rift wird in zwei geologische Komponenten unterteilt: den verwerfungsreichen Discovery Graben und den vulkanisch intrudierten Lee Arch. Es gibt Hinweise auf Vulkanismus, der nach der Hauptphase des Riftings im zentralen Terror Rift auftrat und möglicherweise noch heute aktiv ist.
Die Dicke der gedehnten Kruste im Bereich des Rossmeeres beträgt etwa 22 bis 20 km. Vor der Extension war sie vermutlich ca. mehr als 35 km. Diese wurde abgeleitet von derjenigen der separierten Zealandia-Krustendicke. In den Beckenstrukturen ist die Kruste ca. 21 bis 10 km dick.

### Spreizungssystem im Marie-Byrd-Land
Das Spreizungssystem im Marie-Byrd-Land schließt an das vom Ross Embayment an und reicht bis zum Amundsen Embayment. Es erstreckt sich in der Breite mit ca. 1200 km zwischen dem Transantarktischen Gebirge und dem passiven Kontinentalrand vom Marie-Byrd-Land. Die tektonische Historie begann mit der Subduktion der Phoenix-Platte bzw. der Paläo-Pazifik-Platte am aktiven Kontinentalrand des ostantarktischen Ross-Orogens mit Bildung kontinentaler Kruste unter Entwicklung von mehreren Perioden von granitoiden Magmatite, Vulkaniten, und Metamorphosen, die zeitlich vom Ordovizium bis zur Perm-Trias-Grenze reichten.
Der Beginn des Spreizungssystems begann um ca. 105 mya mit dem Übergang von Konvergenzen zu Extensionen. Abgeleitet wurde dies von der raschen Abkühlung von metamorphen Gesteinen. In diesem Zeitraum setzten auch Intrusionen in untere und mittlere Krustenzonen unter erhöhten Wärmeströmen und hohen Temperaturen ein. Diese Prozesse stehen im Zusammenhang mit der Separierung des Zealandia-Campbell Plateaus von Westantarktikas zwischen ca. 100 bis 83 mya. Dabei bildete sich ein Backarc-Becken am ostantarktischen Kontinentalrand. Während der weiteren tektonischen Entwicklung erweiterte sich das Spreizungssystem auf 1200. Die großräumige Ausdehnung führte zur Krustenausdünnung und Exhumierung von verschiedenartigen Plutonit-Komplexen aus mittleren und oberen Krustenbereichen. Um ca. 60 mya endete diese erste Dehnungsphase. Abgeleitet wird dies von der raschen Abkühlung der Gesteine.
Eine zweite Extensiosphase trat zwischen dem frühen Oligozän und dem frühen Miozän auf. Diese Zeitspanne wurde bestimmt mittels Abkühlungsdaten von Gesteinen um den Mount Murphy.
Ab ca. 29 mya setzte die Exhumierung des ca. 1200 km langen und ca. 500 km breiten Marie Byrd Land-Domes ein. Sein Alter wurde von dem dortigen ältesten bekannten Vulkan, dem 2865 m hohen Mount Petras, abgeleitet. Im Zentrum erreicht de Dome eine Höhe von etwa 2700 m und am Rand bis etwa 400 bis 600 m. Die bis zu ca. 3 km hohe Exhumierung war von der Entwicklung von Horst- und Grabenstrukturen begleitet. Als Ursache dieser Tektonik wurde ein Plume vorgeschlagen.

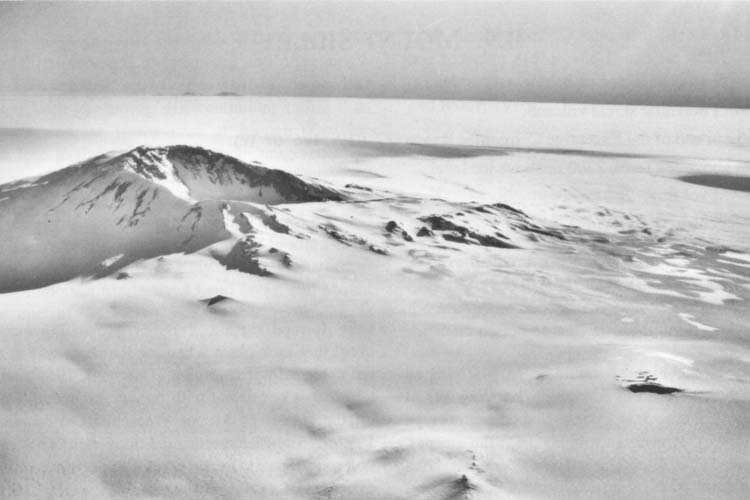
Mount Sidley
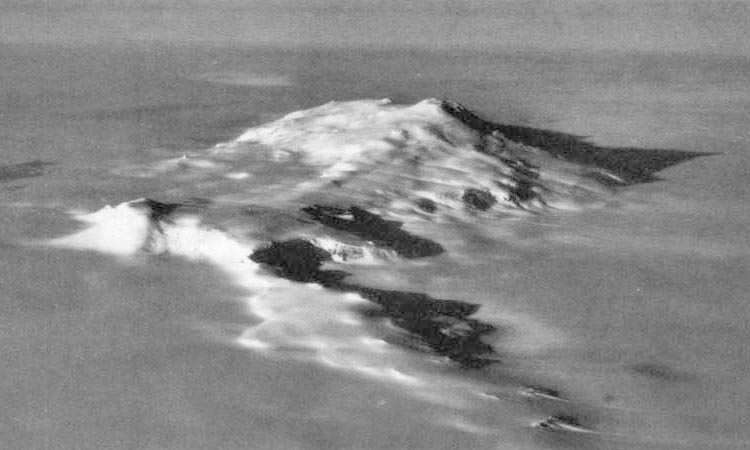
Toney Mountain
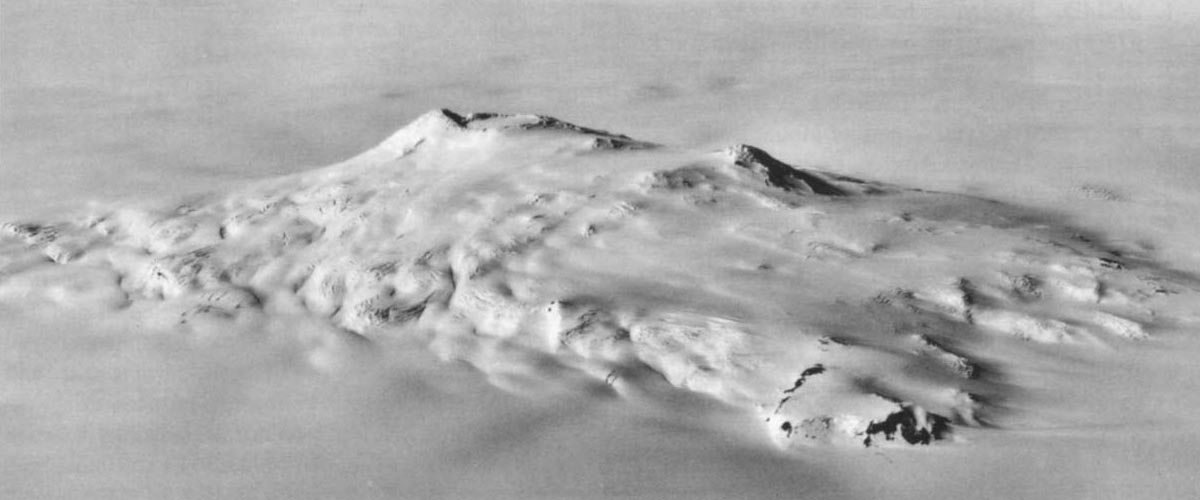
Mount Berlin
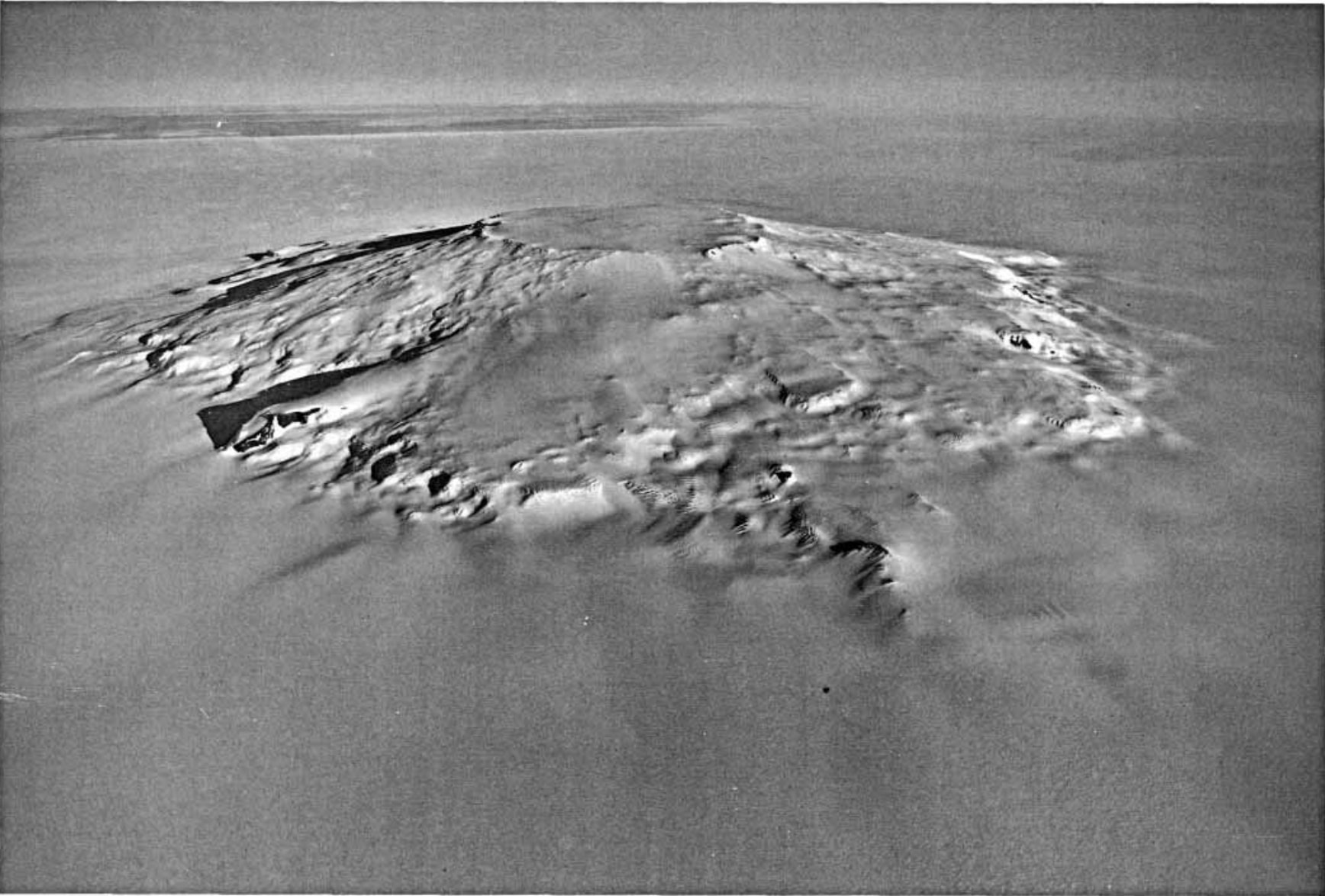
Mount Takahe
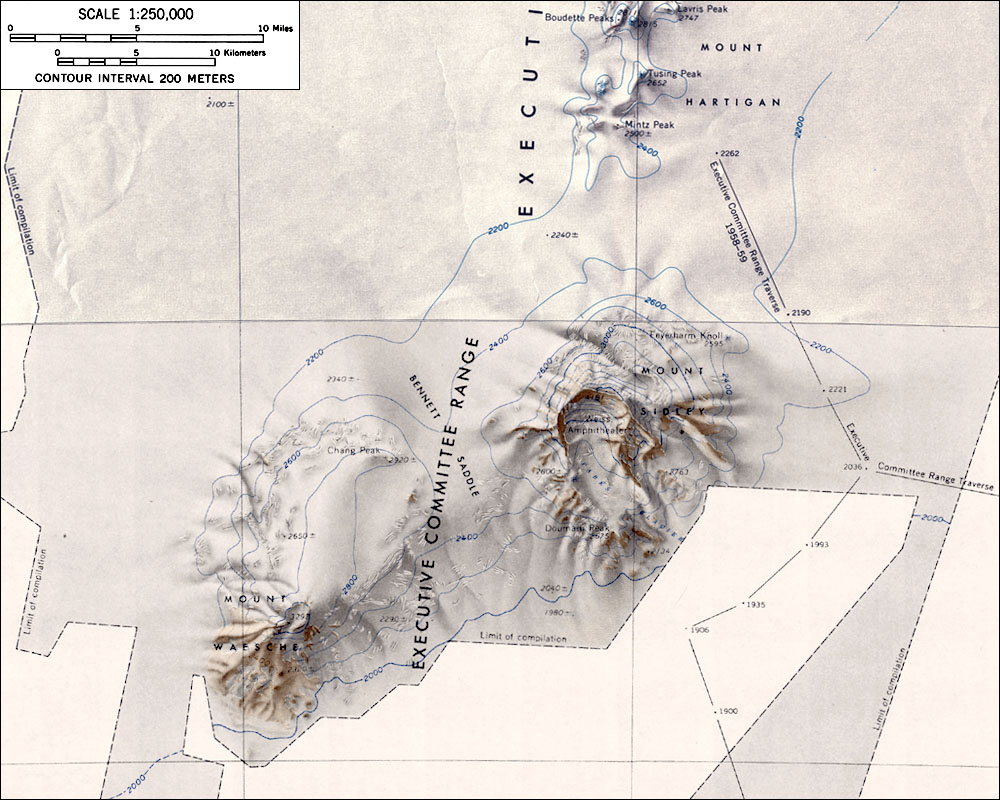
Kartenblatt vom Mount Waesche
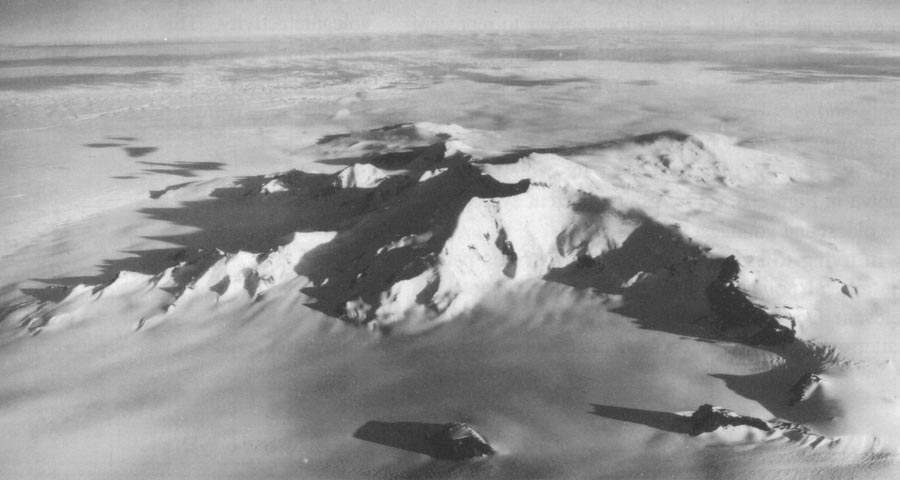
Mount Murphy

Die Exhumierung des Domes war begleitet vom voluminösen basaltischen und felsischen Vulkanismus, der sich innerhalb oder am Rand vom Dome entwickelte. Markante Vulkane sind z. B. die Schildvulkane Mount Sidley 4285 m, Toney Mountain mit 3595 m, Mount Berlin mit 3478 m, Mount Takahe mit 3460 m, Mount Waesche mit 3292 m und Mount Murphy mit 2703 m. Insgesamt enthält das Spreizungssystem im Marie-Byrd-Land die weltweit größte vulkanische Dichte.

### Spreizungssystem im Amundsen Embayment
Das Spreizungssystem im Amundsen Embayment schließt an das vom Marie-Byrd-Land an. Es reicht in der Breite vom relativ schmalen Amundsen Embayment bis zum Ellsworth-Whitmore Mountain-Terran (EWMT) mit ca. 700 km und in der Längsausdehnung mit ca. 600 km.
Mittels Gravimetriemessungen per Flugzeug (Aerogravimetrie) wurden drei tiefe subglaziale Beckenstrukturen identifiziert: die zerklüfteten Tröge bzw. Täler des Bentley-Subglazialgrabens (Bentley Subglacial Trench) (BSG), des Byrd-Subglazialbeckens (Byrd Subglacial Basin) (BSB), die bis zu ca. 2550 m bzw. 2870 m unter den Meeresspiegel reichen, sowie das Pine-Island-Gletscher-Becken (PIGB) mit einer Tiefe bis ca. 1600 m.
Das BSB erstreckt sich entlang einer Riftschulter in ostwestlicher Richtung zwischen den Crary Mountains und den EWMT. Nahe am EWMT ist das BSB mit dem BSG verbunden. Von diesem Bereich erstreckt sich der BSG entlang des EWMT und das BSB in Richtung des Marie Byrd Land-Domes.
Der BSG wird vom breiteren BSB durch eine Region mit erhöhter, aber stark zergliederter Topographie getrennt, die als Sinuous Ridge bezeichnet wird. Zwischen dem BSG und dem PIGB befindet sich ebenfalls eine Region mit erhöhter Topographie, die weniger stark zergliedert ist als die der Sinuous Ridge. Der Pine-Island-Gletscher fließt in einem bis zu 1600 m tiefen, geschlossenen und verästelten Becken, das eine graben- oder halbgrabenartige Struktur besitzt. Diese Tröge und Becken enthalten unterschiedlich mächtige Sedimentablagerungen.
Das östliche Ende des PIGB und des BSG weisen mit ca. 19 km die dünnste Kruste auf. Im Vergleich hierzu betragen die Krustendicken der angrenzenden Hudson- und Ellsworth-Mountains mehr als 26 bzw. ca. 35 km. Die Krustendicke wird unterhalb des subglazialen Hochlands zwischen dem PIGB und BSB und unterhalb der Sinuous Ridge auf 23 bis 26 km geschätzt.
Aus Schwerkraftdaten abgeleitete Interpretation lassen auf einen zweistufigen Rifting-Prozess schließen. Während der Kreide um ca. 90 mya könnte sich eine breit ausgedehnte Extension ereignet haben, gefolgt von einer enger begrenzten Spreizungsphase zwischen 79 und 61 mya. Die letztere könnte auch die Quelle des verstärkten Wärmeflusses infolge von magmatischen Intrusionen im PIGB sein, die möglicherweise die Dynamik des Pine-Island-Gletschers beeinflusst.